# جون سيلبي سبينس
جون سيلبي سبينس (بالإنجليزية: John Selby Spence)‏ هو كاهن كاثوليكي أمريكي، ولد في 19 مايو 1909، وتوفي في 7 مارس 1973.